# مارك وليامز (لاعب كرة قدم أمريكية)
مارك وليامز (بالإنجليزية: Mark Williams)‏ هو لاعب كرة قدم أمريكية أمريكي، ولد في 17 مايو 1971 في كامب سبرينغز في الولايات المتحدة.

## وصلات خارجية
- مارك وليامز على موقع مرجع كرة القدم المحترفة.كوم (الإنجليزية)